# Constant Motion
Constant Motion je treća pjesma s albuma Systematic Chaos i dvanaesti izdani singl američkog progresivnog metal sastava Dream Theater. Singl je izdan 27. travnja 2007. godine, a sastav je također snimio i glazbeni video za pjesmu, prvi nakon 1997. godine i singla "Hollow Years". 

## Popis pjesama na singl izdanju
| Br. | Skladba                              | Tekstopisac | Skladatelj    | Trajanje |
| --- | ------------------------------------ | ----------- | ------------- | -------- |
| 1.  | »Constant Motion« (radijska inačica) | Portnoy     | Dream Theater | 5:03     |
| 2.  | »Constant Motion« (izvorna inačica)  | Portnoy     | Dream Theater | 6:55     |

## Izvođači
- James LaBrie – vokali
- John Petrucci – električna gitara
- John Myung – bas-gitara
- Mike Portnoy – bubnjevi
- Jordan Rudess – klavijature